# Johnny Eblen
Johnny Eblen (Des Moines, Iowa; 13 de diciembre de 1991) es un artista marcial mixto estadounidense que actualmente compite en la categoría de peso mediano de Bellator MMA, donde es el actual Campeonato de Peso Mediano de Bellator. Desde el 10 de octubre de 2023, está en la posición #5 del ranking libra por libra de Bellator.

## Carrera de artes marciales mixtas

### Bellator MMA
Eblen hizo su debut en la promoción contra Chauncey Foxworth el 22 de marzo de 2019, en Bellator 218. Ganó la pelea por decisión unánime.
Eblen enfrentó a Mauricio Alonso el 4 de octubre de 2019, en Bellator 229. Ganó la pelea por decisión unánime.
Eblen enfrentó a Taylor Johnson el 29 de octubre de 2020, en Bellator 250. Ganó la pelea por decisión unánime.
Eblen enfrentó a Daniel Madrid el 7 de mayo de 2021, en Bellator 258. Ganó la pelea por KO en el primer asalto.
Como la primera pelea de su nuevo contrato de cuatro peleas, Eblen enfrentó a Travis Davis el 16 de julio de 2021, en Bellator 262. Ganó la pelea por decisión unánime.
Eblen enfrentó a Collin Huckbody el 3 de diciembre de 2021, en Bellator 272. Ganó la pelea por TKO en el primer asalto.
Como la primera pelea de su nuevo contrato de seis peleas, Eblen enfrentó a John Salter el 12 de marzo de 2022, en Bellator 276. Ganó la pelea por decisión unánime.

#### Campeonato Mundial de Peso Mediano de Bellator
Eblen enfrentó a Gegard Mousasi por el Campeonato Mundial de Peso Mediano de Bellator el 24 de junio de 2022, en Bellator 282. Ganó la pelea y el título por decisión unánime 50–45 en las tarjetas de los jueces. Luego de esta victoria, Eblen fue rankeado como el cuarto mejor peso mediano por Fight Matrix y octavo por Sherdog.
Eblen hizo la primera defensa de su título contra Anatoly Tokov el 4 de febrero de 2023, en Bellator 290. Ganó la pelea por decisión unánime.
Eblen hizo la segunda defensa de su título contra Fabian Edwards el 23 de septiembre de 2023, en Bellator 299. Ganó la pelea por KO en el tercer asalto.

#### Bellator vs. PFL
Eblen enfrentó al Campeón de Peso Semipesado de PFl de 2023 Impa Kasanganay el 24 de febrero de 2024, en PFL vs. Bellator. Ganó la pelea por decisión dividida.

## Campeonatos y logros

### Artes marciales mixtas
- Bellator MMA
  -  Campeonato Mundial de Peso Mediano de Bellator (Una vez; actual)
    - Dos defensas titulares exitosas

## Récord en artes marciales mixtas
| Récord profesional | Récord profesional | Récord profesional |
| 15 peleas          | 15 victorias       | 0 derrotas         |
| ------------------ | ------------------ | ------------------ |
| Nocaut             | 6                  | 0                  |
| Sumisión           | 1                  | 0                  |
| Decisión           | 8                  | 0                  |

| Resultado | Récord | Oponente          | Método                      | Evento           | Fecha                    | Ronda | Tiempo | Localización            | Notas                                                               |
| --------- | ------ | ----------------- | --------------------------- | ---------------- | ------------------------ | ----- | ------ | ----------------------- | ------------------------------------------------------------------- |
| Victoria  | 15–0   | Impa Kasanganay   | Decisión (dividida)         | PFL vs. Bellator | 24 de febrero de 2024    | 3     | 5:00   | Riad                    | Ganó el súper título de Campeones de PFL vs. Campeones de Bellator. |
| Victoria  | 14–0   | Fabian Edwards    | KO (golpes)                 | Bellator 299     | 23 de septiembre de 2023 | 1     | 4:06   | Dublín                  | Defendió el Campeonato de Peso Mediano de Bellator.                 |
| Victoria  | 13–0   | Anatoly Tokov     | Decisión (unánime)          | Bellator 290     | 4 de febrero de 2023     | 1     | 3:30   | Inglewood, California   | Defendió el Campeonato de Peso Mediano de Bellator.                 |
| Victoria  | 12–0   | Gegard Mousasi    | Decisión (unánime)          | Bellator 282     | 24 de junio de 2022      | 3     | 5:00   | Uncasville, Connecticut | Ganó el Campeonato de Peso Mediano de Bellator.                     |
| Victoria  | 11–0   | John Salter       | Decisión (unánime)          | Bellator 276     | 12 de marzo de 2022      | 2     | 2:37   | St Louis, Misuri        |                                                                     |
| Victoria  | 10–0   | Collin Huckbody   | TKO (golpes)                | Bellator 272     | 3 de diciembre de 2021   | 1     | 2:39   | Uncasville, Connecticut |                                                                     |
| Victoria  | 9–0    | Travis Davis      | Decisión (unánime)          | Bellator 262     | 16 de julio de 2021      | 2     | 2:03   | Uncasville, Connecticut |                                                                     |
| Victoria  | 8–0    | Daniel Madrid     | KO (golpes)                 | Bellator 258     | 7 de mayo de 2021        | 1     | 1:45   | Uncasville, Connecticut |                                                                     |
| Victoria  | 7–0    | Taylor Johnson    | Decisión (unánime)          | Bellator 250     | 29 de octubre de 2020    | 2     | 1:10   | Uncasville, Connecticut |                                                                     |
| Victoria  | 6–0    | Mauricio Alonso   | Decisión (unánime)          | Bellator 229     | 4 de octubre de 2019     | 3     | 5:00   | Temecula, California    |                                                                     |
| Victoria  | 5–0    | Chauncey Foxworth | Decisión (unánime)          | Bellator 218     | 22 de marzo de 2019      | 1     | 3:14   | Thackerville, Oklahoma  |                                                                     |
| Victoria  | 4–0    | Tyler Lee         | TKO (sumisión por golpes)   | Shamrock FC 310  | 13 de octubre de 2018    | 1     | 4:48   | Kansas City, Misuri     |                                                                     |
| Victoria  | 3–0    | Wayman Carter     | Sumisión (guillotine choke) | Shamrock FC 308  | 18 de agosto de 2018     | 1     | N/A    | St Louis, Misuri        |                                                                     |
| Victoria  | 2–0    | Raymond Gray      | TKO (sumisión por golpes)   | Shamrock FC 298  | 18 de noviembre de 2017  | 1     | 5:00   | Kansas City, Misuri     |                                                                     |
| Victoria  | 1–0    | Wayne Collier     | TKO (sumisión por golpes)   | Shamrock FC 291  | 7 de julio de 2017       | 1     | 1:51   | Kansas City, Misuri     |                                                                     |